# Rod Snow
Pour les articles homonymes, voir Snow.
Pas d'image ? Cliquez ici

a Compétitions nationales et continentales officielles uniquement.

b Matchs officiels uniquement.
Dernière mise à jour le 13 novembre 2021.
Rod Snow, né le 1er mai 1970 à Bonavista (Canada), est un joueur canadien de rugby à XV. Il joue au poste de pilier, il fait 1,80 m pour 116 kg.

## Carrière

### En sélection
Il a fait ses débuts contre l'équipe d'Argentine en 1995.

## Palmarès
- Barbarian
- Sélectionné avec le XV mondial qui a rencontré l'Argentine en 1999.
- Pilier canadien le plus capé de l'histoire.

## Sélection nationale
- équipe du Canada de rugby à XV
- 62 sélections
- 40 points
- 8 essais
- 1re sélection le 10 mars 1995 contre l'Argentine
- Nombre de sélections par année : 6 en 1995, 5 en 1996, 5 en 1997, 4 en 1998, 9 en 1999, 3 en 2000, 6 en 2001, 9 en 2002, 7 en 2003, 3 en 2006, 5 en 2007

- 4 participations à la Coupe du monde de rugby: 1995 (3 matchs disputés, 3 comme titulaire), 1999 (3 matchs disputés, 3 comme titulaire), 2003 (4 matchs disputés, 3 comme titulaire), 2007 (4 matchs disputés, 4 comme titulaire).